# ماکسدورف
ماکسدورف (به آلمانی: Maxdorf) یک شهر در آلمان است که در راین-پفلاتس-کرایس واقع شده‌است. ماکسدورف ۶٬۹۹۸ نفر جمعیت دارد.

## خواهرخوانده
شهر لنویک خواهرخواندهٔ ماکسدورف هست.